# Markus Gsellmann
Markus Gsellmann (* 31. März 1987) ist ein österreichischer Fußballspieler.

## Karriere
Gsellmann begann seine Karriere beim USV Gnas. Zur Saison 2001/02 kam er in die Akademie des SK Sturm Graz. Zur Saison 2004/05 wechselte er zum Zweitligisten FC Gratkorn. Sein Debüt in der zweiten Liga gab er im Dezember 2004, als er am 21. Spieltag jener Saison gegen den SV Wörgl in der 75. Minute für Manuel Bucsek eingewechselt wurde. Im April 2008 erzielte er bei einem 2:2-Remis gegen den SC Austria Lustenau sein erstes Tor in der zweithöchsten Spielklasse. In sieben Zweitligaspielzeiten kam Gsellmann zu 120 Zweitligaeinsätzen, ehe er mit den Steirern am Ende der Saison 2010/11 in die Regionalliga abstieg. In der Regionalliga kam er für Gratkorn 27 Mal zum Einsatz.
Zur Saison 2012/13 wechselte er zum Ligakonkurrenten SC Kalsdorf. In drei Jahren in Kalsdorf kam er zu 84 Regionalligaeinsätzen und erzielte dabei sechs Tore. Zur Saison 2015/16 schloss er sich dem viertklassigen FC Gleisdorf an. Für Gleisdorf absolvierte er 28 Spiele in der Landesliga, ehe er mit dem Verein zu Saisonende in die Regionalliga aufstieg. In der dritthöchsten Spielklasse kam er zu weiteren 43 Einsätzen für die Steirer.
Im Jänner 2018 wechselte er zum viertklassigen SV Lebring.

## Persönliches
Sein Bruder René (* 1985) ist ebenfalls Fußballspieler.